# جاست کاز (بازی ویدئویی)
جاست کاز (به انگلیسی: Just Cause) یک بازی ویدئویی جهان باز در سبک اکشن-ماجراجویی است که توسط استودیو آوالانچ ساخته شده و به‌وسیلهٔ آیدوس اینتراکتیو منتشر شده است. این اولین قسمت در مجموعه بازی‌های جاست کاز به‌شمار می‌رود، که برای مایکروسافت ویندوز، پلی‌استیشن ۲، ایکس‌باکس و ایکس‌باکس ۳۶۰ منتشر شده است. ادامه‌ای برای این بازی با عنوان جاست کاز ۲ در مارس ۲۰۱۰ به بازار عرضه شد.

## داستان
بازی جاست کاز در سال ۲۰۰۶ آغاز می‌شود و داستان ریکو رودریگز، مأمور یک سازمان مخفی به نام «آژانس» را روایت می‌کند. ریکو به یک جزیره کارائیبی به نام سن اسپریتو فرستاده می‌شود تا به استاد و مافوق خود تام شلدون بپیوندد و به او در سرنگونی دیکتاتور جزیره، رئیس‌جمهور سالوادور مندوزا کمک کند. آژانس معتقد است مندوزا سلاح‌های کشتارجمعی در اختیار دارد.
پس از ورود به جزیره، ریکو با شلدون و مأمور دیگر به نام ماریا کین ملاقات می‌کند. آن‌ها با یک گروه چریکی و کارتل مواد مخدر ریوجا متحد می‌شوند که علیه مندوزا و کارتل مونتانو که از فساد حکومت برای گسترش عملیات خود در سراسر سن اسپریتو سوء استفاده کرده، شورش کرده‌اند. بیشتر بازی بر تلاش‌های ریکو برای متلاشی کردن رژیم مندوزا، حذف مزدوران بلک هند که برای سرکوب مردم استخدام شده‌اند و مقابله با کارتل‌ها متمرکز است. ریکو همچنین می‌تواند در آزادسازی مناطق مختلف برای تضعیف بیشتر حکومت جزیره کمک کند.
در نهایت، شلدون کشف می‌کند که مندوزا واقعاً کنترل سلاح‌های کشتارجمعی را در دست دارد. با از دست دادن کنترل سن اسپریتو، رئیس‌جمهور مجبور به عقب‌نشینی به جزیره خصوصی خود در نزدیکی خشکی می‌شود. برای جلوگیری از استفاده او از این سلاح‌ها، شلدون و کین ریکو را به جزیره می‌فرستند. مندوزا سعی می‌کند با جت فرار کند، اما ریکو سوار جت شده و مندوزا و محافظان باقی مانده او را می‌کشد و به حکومت او بر جزایر پایان می‌دهد. این امر به آژانس امکان می‌دهد سلاح‌های کشتارجمعی را ضبط کند.